# Hieronymus Ambrosius Langenmantel
Hieronymus Ambrosius Langenmantel (Augusta (Germania), 24 novembre 1641 – Augusta (Germania), 5 novembre 1718) è stato un presbitero tedesco della Chiesa cattolica.
Effettuò ricerche sulla nobile famiglia Langenmantel vom RR, originaria di Augusta. Si occupò anche di storia, teologia e scienze naturali. 

## Biografia

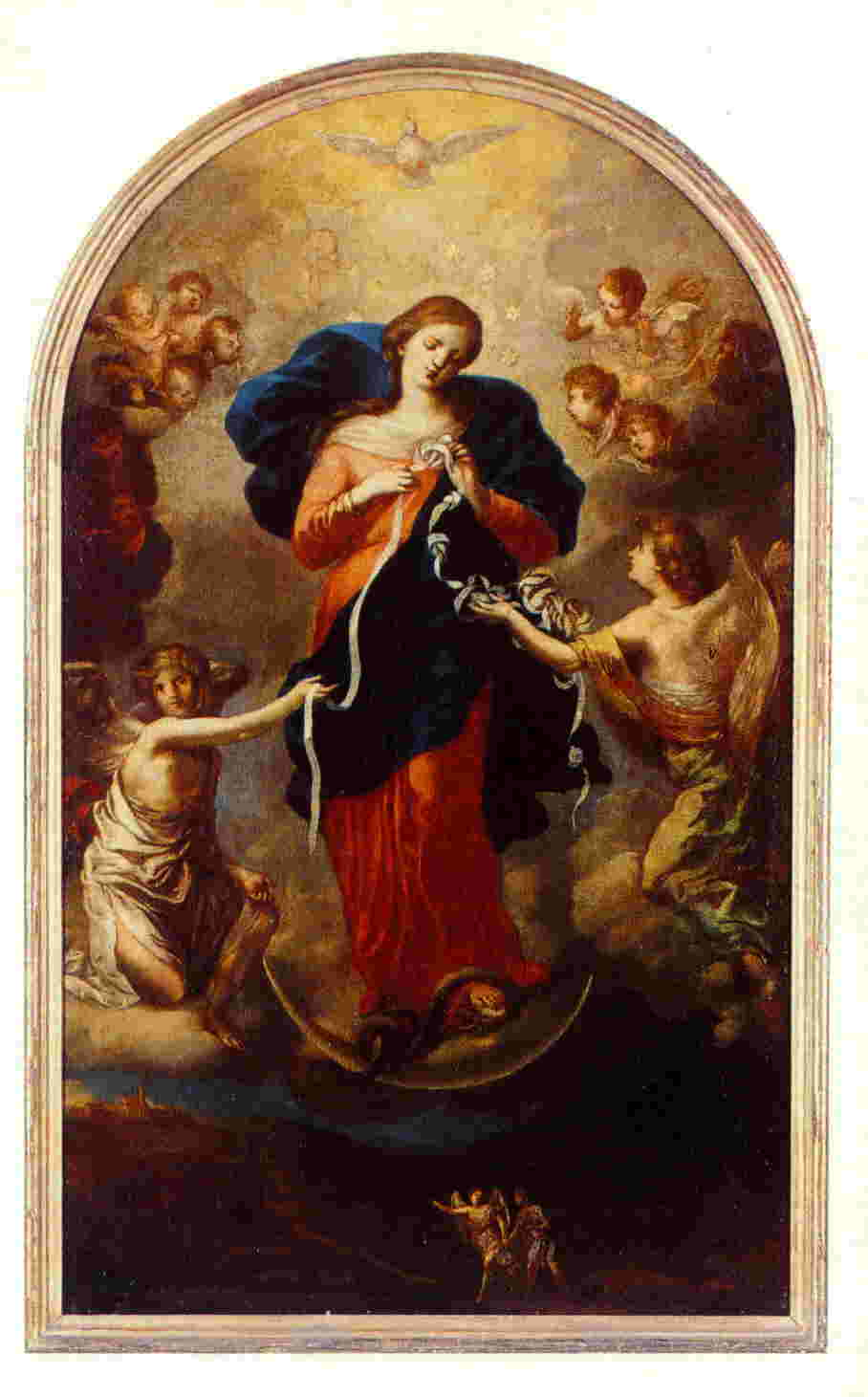
L'immagine miracolosa di “Maria che scioglie i nodi”, donata da Langenmantel a St. Peter am Perlach (ad Augusta)

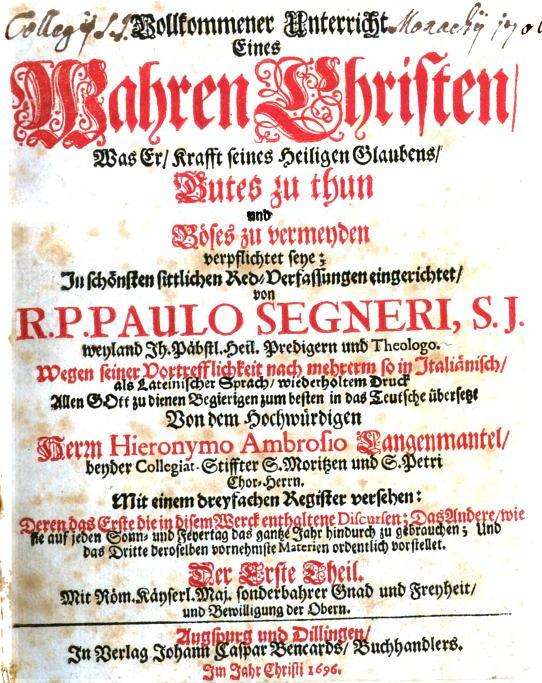
Frontespizio di un libro del gesuita Paolo Segneri, tradotto da Langenmantel nel 1696

Originario di una famiglia patrizia di Augusta, era figlio del sindaco di Augusta Oktavian Langenmantel (1614-1689) e di sua moglie Anna Maria Catharina Imhoff (nata nel 1615). Dopo aver studiato all'Università di Ingolstadt, diventò prima sacerdote diocesano e poi canonico presso i monasteri collegiali di St. Peter am Perlach e St. Moritz di Augusta. Vari suoi fratelli ricoprirono la carica di sindaco di Augusta o di amministratore comunale.
Nel 1700, quando era ancora canonico di St. Peter am Perlach, donò l'immagine miracolosa di Maria che scioglie i nodi, oggi particolarmente venerata da papa Francesco. Tale culto lo rese famoso in Sud America. Probabilmente, esso trae origine da un evento familiare: quando il nonno Wolfgang Langenmantel (1586-1637) stava per separarsi dalla moglie Sophia Rentz (1590-1649), visitò il padre gesuita Jakob Rem a Ingolstadt, il quale pregò davanti a un'immagine di Maria, dicendo: "In questo atto religioso sollevo il vincolo del matrimonio, sciolgo tutti i nodi e lo rimuovo". A seguito di tale atto, ritornò la pace tra i coniugi, la separazione non ebbe luogo e Langenmantel commissionò in seguito il quadro per commemorare la grazia presuntivamente ricevuta dalla Vergine.
Il 5 aprile 1681 fu ammesso a far parte dell’Accademia Cesarea Leopoldina. Fu membro corrispondente presso l'Università di Tubinga e scrisse opera di ottica, anatomia e sui veleni: Microscopii Tontoniani fabrica (nel 1688), De verme narcotica virtute praedito (nel 1688), Circa Salamandrum (nel 1688) e De ossibus Elephantum (nel 1689). Era anche un membro della Società dei Carpofori.
Langenmantel fu in contatto con molti illustri contemporanei, come il gesuita Athanasius Kircher (1602-1680), che conobbe a Roma e del quale fu intimo amico, l'astronomo e creatore di calendari Gottfried Kirch (1639-1710) , il rettore e storico del liceo di Zwickau Christian Daum (1612–1687) e il poliedrico Gottfried Wilhelm Leibniz (1646–1716). 
Tradusse in tedesco le opere teologiche di Paolo Segneri (1624–1694) e di Louis Maimbourg (1610–1686), nonché il romanzo Die gekrönte Unschuld (“L'innocenza coronata”) o Leben der frommen Hirlandin (“Vita del pio Hirlandin”) di padre René de Ceriziers SJ (1603-1662). Scrisse anche una serie di biografie latine dei sindaci di Augusta. 
Morì ad Augusta il 5 novembre 1718. 